# AEGON Trophy 2011
AEGON Trophy 2011 — 3-й розыгрыш ежегодного профессионального международного теннисного турнира, проводимый ITF в рамках своего женского тура и ATP в рамках своего тура Challenger в британском городе Ноттингем. Соревнования прошли с 30 мая по 5 июня.
Чемпионы прошлого года:
- мужской одиночный разряд:  Ричардас Беранкис
- женский одиночный разряд:  Елена Балтача
- мужской парный разряд:  Колин Флеминг /  Кен Скупски
- женский парный разряд:  Сара Борвелл /  Ракель Копс-Джонс

## Соревнования

### Мужчины. Одиночный турнир
Жиль Мюллер обыграл  Маттиаса Бахингера со счётом 7-6(4), 6-2.
- Мюллер выигрывает свой 1-й титул в году и 10-й за карьеру на соревнованиях серии.
- Бахингер уступает свой 3-й финал в году и 5-й за карьеру на соревнованиях серии.

### Женщины. Одиночный турнир
Элени Данилиду обыграла  Ольгу Говорцову со счётом 1-6, 6-4, 6-2.
- Данилиду выигрывает свой 1й титул в году и 10й за карьеру на соревнованиях тура ассоциации.
- Говорцова уступает свой 5й в карьере финал на соревнованиях тура ассоциации.

### Мужчины. Парный турнир
Колин Флеминг /  Росс Хатчинс обыграли  Дастина Брауна /  Мартина Эммриха со счётом 4-6, 7-6(8), [13-11].

### Женщины. Парный турнир
Кимико Датэ-Крумм /  Чжан Шуай обыграли  Ракель Копс-Джонс /  Абигейл Спирс со счётом 6-4, 7-6(7).
- Датэ-Крумм выигрывает свой 1-й турнир в году и 7-й за карьеру на соревнованиях тура ассоциации.
- Чжан выигрывает свой 1-й турнир в году и 7-й за карьеру на соревнованиях тура ассоциации.